# Lassana Diallo
Ibrahima Lassana Diallo (sinh ngày 24 tháng 6 năm 1984 ở Bamako) là một cầu thủ bóng đá người Mali thi đấu cho AS Bakaridjan.

## Sự nghiệp
Diallo bắt đầu sự nghiệp bởi Djoliba Athletic Club trước khi chuyển đến LB Châteauroux năm 2003, năm 2006 anh trở lại Mali và ký hợp đồng với Stade Malien. Vào tháng 8 năm 2007 anh thử việc ở câu lạc bộ Algérie MC Alger nhưng không đủ để gây ấn tượng cho huấn luyện viên.

## Sự nghiệp quốc tế
Diallo là một phần của U-17 Mali đứng thứ 3 vòng bảng Giải vô địch bóng đá U-17 thế giới 2001. Anh thi đấu trận đầu tiên cho đội tuyển Mali vào ngày 9 tháng 7 năm 2007 trước Đội tuyển bóng đá quốc gia Sierra Leone.